# Parvularugoglobigerina
Parvularugoglobigerina es un género de foraminífero planctónico de la familia Eoglobigerinidae, de la superfamilia Globorotalioidea, del suborden Globigerinina y del orden Globigerinida. Su especie tipo es Globigerina eugubina. Su rango cronoestratigráfico abarca el Daniense inferior (Paleoceno inferior).

## Descripción
Parvularugoglobigerina incluía especies con conchas trocoespiraladas, de trocospira baja o plana, y de forma discoidal-globular; sus cámaras eran subesféricas a ovaladas comprimidas; sus suturas intercamerales eran incididas; su contorno ecuatorial era lobulado, y subredondeado a subcuadrado; su periferia era redondeada o subaguda; su ombligo era pequeño y estrecho; su abertura principal era interiomarginal, umbilical-extraumbilical o casi umbilical (intraumbilical), con forma de arco alto o bajo y rodeada con un estrecho labio; presentaban pared calcítica hialina, perforada con diminutos poros cilíndricos, y superficie lisa.

## Discusión
Clasificaciones posteriores han incluido Parvularugoglobigerina en la familia Globanomalinidae y en la superfamilia Globigerinitoidea. Algunos autores agrupan en Parvularugoglobigerina especies que posteriormente han sido incluidas en Palaeoglobigerina y Trochoguembelitria. Esto se debe en parte a que en la descripción original de Parvularugoglobigerina se propuso una pared lisa o ligeramente pustulada, surgiendo un debate en torno a la naturaleza de la textura de pared de este género. Algunos autores propusieron que tenía una pared pustulada, otros ligeramente pustulada (granulada), y otros con poros en túmulo (papilada). Sin embargo, tanto el género como sus especies son habitualmente descritas con pared lisa microperforada, atribuyendo la textura granulada o ligeramente postulada a procesos de recristalización diagenética. Este concepto taxonómico sitúa a Parvularugoglobigerina entre los globanomalínidos. Otros autores insisten, por el contrario, que Parvularugoglobigerina presentan poros en túmulo, relacionándolo con los guembelítridos. Este debate parece haberse resuelto con la definición del género Trochoguembelitria para acomodar a las formas con poros en túmulo, manteniendo en Parvularugoglobigerina los de pared lisa.

## Paleoecología
Parvularugoglobigerina incluía foraminíferos con un modo de vida planctónico, de distribución latitudinal cosmopolita, y habitantes pelágicos de aguas superficiales (medio epipelágico).

## Clasificación
Parvularugoglobigerina incluye a las siguientes especies:
- Parvularugoglobigerina eugubina †
- Parvularugoglobigerina longiapertura †

Otras especies consideradas en Parvularugoglobigerina son:
- Parvularugoglobigerina alabamensis †, también considerada como Trochoguembelitria alabamensis
- Parvularugoglobigerina alticonusa †, también considerada como Palaeoglobigerina alticonusa
- Parvularugoglobigerina anconitana †, considerada sinónima de Parvularugoglobigerina eugubina
- Parvularugoglobigerina euskalherriensis †, también considerada como Civisina euskalherriensis
- Parvularugoglobigerina extensa †, también considerada como Trochoguembelitria extensa
- Parvularugoglobigerina perexigua †
- Parvularugoglobigerina sabina †
- Parvularugoglobigerina umbrica †